# Джахангір Гасанзаде
Джахангір Гасанзаде (азерб. Cahangir Həsənzadə, нар. 4 серпня 1979, Баку) — азербайджанський футболіст, воротар збірної Азербайджану.
Виступав, зокрема, за «Нефтчі», з яким виграв національний чемпіонат і кубок, а також національну збірну Азербайджану.

## Клубна кар'єра
Кар'єру почав в чемпіонаті Азербайджану за клуб СКА (Баку) в сезоні 1995/96. 
У сезоні 1996/97 грав за клуби вищої ліги «Фарід» та «Шафа». На наступний рік продовжив грати за «Шафу», а також виступав за «Бакили»
1998 року став гравцем «Нефтчі», в якому, з перервами на недовготривалу оренду в клуб «Шафа», провів чотири сезони, взявши участь у 68 матчах чемпіонату і допоміг клубу виграти два Кубка Азербайджану.
Протягом 2003 року виступав за українські клуби «Волинь» та «Таврію», проте закріпитися за кордоном не зумів і на початку 2004 року повернувся в «Нефтчі», з яким двічі поспіль виграв національний чемпіонат та один раз кубок..
Влітку 2005 року перейшов в «Карабах», з яким теж в першому ж сезоні став володарем національного кубка. 
У сезоні 2007–08 виступав за «Інтер» (Баку), якому допоміг вперше в історії стати чемпіоном Азербайджану, але перед початком наступного сезону перейшов в «Габалу». 
Влітку 2009 року став гравцем «Олімпіка» (Баку), який з наступного сезону став називатись АЗАЛ (Баку). Наразі встиг відіграти за бакинську команду 84 матчі в національному чемпіонаті.

## Виступи за збірну
1998 року дебютував в офіційних матчах у складі національної збірної Азербайджану. Всього за дев'ять сезонів провів у формі головної команди країни 33 матчі.